# Едуардо Пазуелло
Едуардо Пазуелло (порт. Eduardo Pazuello, 19 липня 1963, Ріо-де-Жанейро) — бразильський військовик, бригадний генерал, та політичний діяч, який працював міністром охорони здоров'я з 2020 року до 23 березня 2021 в уряді Жаїра Болсонару.

## Кар'єра
Едуардо Пазуелло народився в Ріо-де-Жанейро у відомій мароккансько-єврейській родині. Його дід, Авраам Жоакім Пасуелло, народився в Белені і був сином мароккансько-єврейських батьків. Він оселився в Манаусі в 1930-х роках. Його батько, Нісім Пазуелло, був підприємцем.  Генерал Едуардо Пазуелло брав участь у координації армійських сил під час літніх Олімпійських ігор 2016 року в Ріо-де-Жанейро, а з лютого 2018 року координував операцію «Прийом», яка піклується про венесуельських біженців у Рораймі, також раніше він обіймав посаду секретаря фінансів в уряді штату Рорайма під час федерального втручання, та оголосив про свій відхід з цієї посади в лютому 2019 року.
8 січня 2020 року він залишив координацію операції «Прийом», та став командувачем 12-м військовим округом у Манаусі, замінивши Карлоса Альберто Масіеля Тейшейру. У своїй присязі він заявив, що продовжить роботу по захисту Амазонки.
Міністр охорони здоров'я Нелсон Тейш призначив Пазуелло виконавчим секретарем міністерства охорони здоров'я, зробивши його другим у команді, замінивши Жуана Габбардо. У своїй номінації Тейш зазначив, що обрав Пазуелло завдяки його знанням у логістиці.
У травні 2020 року звіт «Agência Sportlight» показав, що Едуардо Пазуелло стверджував про «некомерційне використання» в 13-річному контракті, підписаному між «Infraero» та компанією, яка заробляла 5 тисяч бразильських реалів (760,55 доларів США) за кожного учня, який займається парашутним спортом, звинувативши державну компанію в адміністративній нечесності.
Ще в травні 2020 року веб-сайт «Diário do Centro do Mundo» повідомив, що Пазуелло поставив солдатів тягнути вози замість коней.

### Міністерство охорони здоров'я
Пазуелло обіймав посаду виконуючого обов'язки міністра охорони здоров'я після відставки Нелсона Тейша 15 травня 2020 року під час епідемії COVID-19 у Бразилії.
19 травня 2020 року Пазуелло дозволив використання гідроксихлорохіну та хлорохіну для лікування COVID-19, а в червні 2020 року його було призначено виконуючим обов'язки міністра охорони здоров'я та звільнено з попередньої посади виконавчого секретаря міністерства.
6 серпня 2020 року Пазуелло підтвердив, що вакцину проти COVID-19, яка тестується в Бразилії, планується випустити в січні 2021 року.
14 вересня 2020 року президент Жаїр Болсонару вирішив поставити Пазуелло на посаду міністра охорони здоров'я. 14 березня 2021 року Пазуелло подав у відставку з поста міністра охорони здоров'я, стверджуючи, що має проблеми зі здоров'ям. Пізніше він сказав, що не хворий і буде на роботі, доки президент Жаїр Болсонару не попросить його залишити цю посаду.
Унаслідок його неефективних дій у спробі сповільнити поширення SARS-CoV-2, безпосереднім наслідком чого стала велика кількість смертей, його стали порівнювати з демоном Пазузу.
23 березня 2021 року Пазуелло залишив міністерство охорони здоров'я.

### Секретар зі стратегічних питань президента
Пазуелло був призначений секретарем зі стратегічних питань президента 1 червня 2021 року.